# 今田祐介
今田 祐介（いまだ ゆうすけ、1981年2月20日 - ）は、日本の元男子バレーボール選手。

## 来歴
兵庫県相生市出身。母親の影響で青葉台小学4年（相生JVC）よりバレーボールを始める。天理大学を経て、2003年にVリーグの東レアローズに入団。2007年全日本代表に選出され、同年ワールドリーグに出場した。
2013年4月、黒鷲旗大会をもって引退し、社業に専念することが発表された。

## 球歴
- 全日本代表 - 2007年、2009年
  - ワールドリーグ - 2007年

## 所属チーム
- 市川高等学校
- 天理大学
- 東レアローズ（2003-2013年）